# L'Enfant
L'Enfant is een Belgisch-Franse dramafilm uit 2005 onder regie van Jean-Pierre en Luc Dardenne. Ze wonnen met deze film de Gouden Palm op het filmfestival van Cannes.

## Verhaal
Bruno en Sonia overleven dankzij een kleine uitkering en de kruimeldiefstallen van Bruno, maar dan wordt Sonia zwanger. Bruno is niet volwassen genoeg, maar moet toch het vaderschap op zich nemen. Hij verkoopt het kind om snel wat geld te verdienen. Als hij zijn fout inziet, moet hij al het mogelijke doen om alles weer recht te zetten.

## Rolverdeling
| Acteur               | Personage              |
| -------------------- | ---------------------- |
| Jérémie Renier       | Bruno                  |
| Déborah François     | Sonia                  |
| Jérémie Segard       | Steve                  |
| Fabrizio Rongione    | Jonge bandiet          |
| Olivier Gourmet      | Politieagent in burger |
| Anne Gerard          | Handelaar              |
| Bernard Marbaix      | Handelaar              |
| Jean-Claude Boniverd | Politieagent in burger |
| Frédéric Bodson      | Oudere bandiet         |
| Marie-Rose Roland    | Verpleegster           |
| Leon Michaux         | Politieagent           |
| Delphine Tomson      | Roodharig meisje       |
| Stéphane Marsin      | Jongeman               |
| Samuel De Ryck       | Thomas                 |
| François Olivier     | Remy                   |